# Bulbophyllum luckraftii
Bulbophyllum luckraftii là một loài phong lan thuộc chi Bulbophyllum.